# Romanzo (film 1956)
Romanzo è un film per la televisione, tratto dall'opera teatrale Romance di Edward Sheldon, diretto da Daniele D'Anza, trasmesso il 5 ottobre 1956 dalla Rai.

## Trama
Una cantante d'opera è l'amante di un industriale, ma un pastore protestante s'innamora pazzamente di lei.